# Chthonius subterraneus meuseli
Chthonius subterraneus meuseli es una subespecie de arácnido  del orden Pseudoscorpionida de la familia Chthoniidae.

## Distribución geográfica
Se encuentra en los territorios que antaño eran denominados como Yugoslavia.